# Ron Monsegue
Ronald S. "Ron" Monsegue (nascido em 17 de Maio de 1942 em Trindade e Tobago) é um atleta aposentado de Trinidad e Tobago que se especializou nos 100 metros.
Nos Jogos Pan-Americanos de 1967 ele terminou em sétimo lugar nos 100 metros, em quarto lugar no revezamento 4x100 metros e em sexto lugar no revezamento 4x400 metros. Ele também competiu nos Jogos Olímpicos de Verão de 1968. Ele se formou em Moorhead State College em Minnesota nos EUA.